# العلاقات التركية الرومانية
العلاقات التركية الرومانية هي العلاقات الثنائية التي تجمع بين تركيا ورومانيا.

## مقارنة بين البلدين
هذه مقارنة عامة ومرجعية للدولتين:
| وجه المقارنة                                              | تركيا         | رومانيا                                                                               |
| --------------------------------------------------------- | ------------- | ------------------------------------------------------------------------------------- |
| المساحة (كم2)                                             | 783.56 ألف    | 238.40 ألف                                                                            |
| عدد السكان (نسمة)                                         | 80.14 مليون   | 19.59 مليون                                                                           |
| الكثافة السكانية (ن./كم²)                                 | 102.28        | 82.17                                                                                 |
| العاصمة                                                   | أنقرة         | بوخارست                                                                               |
| اللغة الرسمية                                             | اللغة التركية | اللغة الرومانية                                                                       |
| العملة                                                    | ليرة تركية    | ليو روماني                                                                            |
| الناتج المحلي الإجمالي (بليون دولار)                      | 851.10 مليار  | 211.80 مليار                                                                          |
| الناتج المحلي الإجمالي (تعادل القوة الشرائية) بليون دولار | 1.57 تريليون  | 465.56 مليار                                                                          |
| الناتج المحلي الإجمالي الاسمي للفرد دولار أمريكي          | 9.12 ألف      | 9.47 ألف                                                                              |
| الناتج المحلي الإجمالي للفرد دولار أمريكي                 | 19.79 ألف     | 23.63 ألف                                                                             |
| مؤشر التنمية البشرية                                      | 0.761         | 0.793                                                                                 |
| رمز المكالمات الدولي                                      | +90           | +40                                                                                   |
| رمز الإنترنت                                              | .tr           | .ro                                                                                   |
| المنطقة الزمنية                                           | ت ع م+03:00   | ت ع م+02:00، ت ع م+03:00، أوروبا/بوخارست ‏، توقيت شرق أوروبا، توقيت شرق أوروبا الصيفي ‏ |

## مدن متوأمة
في ما يلي قائمة باتفاقيات التوأمة بين مدن تركية ورومانية:
- ترتبط كارامان مع بوتوشاني باتفاقية توأمة منذ 14 مارس 2012.
- ترتبط Güzelçamlı [الإنجليزية]‏ مع تارغو موريش باتفاقية توأمة.
- ترتبط بيرامج [الإنجليزية]‏ مع Câmpia Turzii [الإنجليزية]‏ باتفاقية توأمة.
- ترتبط نيلوفر مع برايلا باتفاقية توأمة.
- ترتبط أماصيا مع تولتشيا باتفاقية توأمة.
- ترتبط يالوفا مع مجيدية باتفاقية توأمة منذ 1969.
- ترتبط إسطنبول مع بوخارست باتفاقية توأمة منذ 1989.
- ترتبط دوزجة مع ألبا يوليا باتفاقية توأمة منذ 2001.
- ترتبط تكيرداغ مع Techirghiol [الإنجليزية]‏ باتفاقية توأمة منذ 2012.
- ترتبط دنيزلي مع برايلا باتفاقية توأمة.
- ترتبط أنقرة مع بوخارست باتفاقية توأمة منذ 1990.
- ترتبط درينجه مع هونيدوارا باتفاقية توأمة.
- ترتبط برغاما مع بياترا نيامتس باتفاقية توأمة منذ 2001.[19][19][19][19]
- ترتبط بك أوغلي مع القطاع رقم 1 [الإنجليزية]‏ باتفاقية توأمة منذ 10 سبتمبر 2013.
- ترتبط إزمير مع كونستانتسا باتفاقية توأمة منذ 1995.[20][20][20][20]
- ترتبط بنديك مع ترجو جيو باتفاقية توأمة.

## منظمات دولية مشتركة
يشترك البلدان في عضوية مجموعة من المنظمات الدولية، منها:
| علم المنظمة | اسم المنظمة                               | تاريخ انضمام تركيا | تاريخ انضمام رومانيا |
| ----------- | ----------------------------------------- | ------------------ | -------------------- |
|             | المنظمة الأوروبية لسلامة الملاحة الجوية   | 1989               | 1996                 |
|             | المنظمة الهيدروغرافية الدولية             | ?                  | ?                    |
|             | منظمة الشرطة الجنائية الدولية             | ?                  | ?                    |
|             | الاتحاد البريدي العالمي                   | ?                  | ?                    |
|             | مركز تنسيق الحركة في أوروبا ‏              | ?                  | ?                    |
|             | حلف شمال الأطلسي                          | 18 فبراير 1952     | 29 مارس 2004         |
|             | منظمة التجارة العالمية                    | 26 مارس 1995       | 1995                 |
|             | الفريق المعني برصد الأرض                  | ?                  | ?                    |
|             | مجموعة الموردين النوويين                  | ?                  | ?                    |
|             | مؤسسة التنمية الدولية                     | 22 ديسمبر 1960     | 12 أبريل 2014        |
|             | اتفاقية السماوات المفتوحة                 | ?                  | ?                    |
|             | منظمة الأمن والتعاون في أوروبا            | 25 يونيو 1973      | 25 يونيو 1973        |
|             | مؤسسة التمويل الدولية                     | 19 ديسمبر 1956     | 23 سبتمبر 1990       |
|             | مجلس أوروبا                               | 9 أغسطس 1949       | 7 أكتوبر 1993        |
|             | منظمة حظر الأسلحة الكيميائية              | ?                  | ?                    |
|             | منظمة التعاون الاقتصادي للبحر الأسود      | ?                  | ?                    |
|             | الأمم المتحدة                             | 24 أكتوبر 1945     | 14 ديسمبر 1955       |
|             | الاتحاد الدولي للاتصالات                  | 1866               | 9 فبراير 1866        |
|             | البنك الدولي للإنشاء والتعمير             | 11 مارس 1947       | 15 ديسمبر 1972       |
|             | مجموعة أستراليا                           | 2000               | 1995                 |
|             | المركز الدولي لتسوية المنازعات الاستشارية | 2 أبريل 1989       | 12 أكتوبر 1975       |
|             | وكالة ضمان الاستثمار متعدد الأطراف        | 3 يونيو 1988       | 10 سبتمبر 1992       |
|             | يونسكو                                    | 4 نوفمبر 1946      | 27 يوليو 1956        |

## أعلام
هذه قائمة لبعض الشخصيات التي تربطها علاقات بالبلدين:
- أتراك رومانيا
- حمدالله صبحي طانروفر (سياسي تركي، 1885 – 10 يونيو 1966)
- سيفيل شحادة (سياسية رومانية، 4 ديسمبر 1964 – )
- فولكان بوزكر (سياسي تركي، 22 نوفمبر 1950 – )
- محمد نيازي (1878 – 20 نوفمبر 1931)
- مراد يوسف (18 أغسطس 1977 – )
- نجلا عاطش (7 مارس 1932 – أبريل 2005)
- يانيس هاجي (لاعب كرة قدم، 22 أكتوبر 1998[29] – )

## وصلات خارجية
- موقع وزارة الخارجية التركية
- موقع وزارة الخارجية الرومانية